# Diagonalfunktor
Im mathematischen Teilgebiet der Kategorientheorie ist der Diagonalfunktor ein Funktor, der es erlaubt, eine Kategorie {\displaystyle {\mathcal {C}}} in die Kategorie der Funktoren {\displaystyle {\mathcal {C}}^{\mathcal {D}}} für eine beliebige nichtleere (kleine) Kategorie {\displaystyle {\mathcal {D}}} einzubetten. Der Name rührt daher, dass für ein diskretes {\displaystyle {\mathcal {D}}} mit zwei Elementen der Diagonalfunktor gerade die Abbildung {\displaystyle {\mathcal {C}}\to {\mathcal {C}}\times {\mathcal {C}},u\mapsto (u,u)} ist.

## Definition und Funktorialität
Sei {\displaystyle {\mathcal {C}}} eine Kategorie und {\displaystyle {\mathcal {D}}} eine kleine Kategorie. Dann ist der Diagonalfunktor {\displaystyle \Delta } definiert als Abbildung, die jedem Morphismus {\displaystyle u\in {\mathcal {C}}} eine natürliche Transformation {\displaystyle \Delta (u)\in {\mathcal {C}}^{\mathcal {D}}} zuordnet, wobei {\displaystyle \Delta (u)} dadurch gegeben sei, dass sie jedem Objekt und damit jedem Morphismus in {\displaystyle {\mathcal {D}}} den Morphismus {\displaystyle u} zuweise. Für ein Objekt {\displaystyle A\in {\mathcal {C}}} ist {\displaystyle \Delta (A)} offensichtlich ein Funktor. Um nun einzusehen, dass {\displaystyle \Delta } tatsächlich Funktor ist, betrachte man für Morphismen {\displaystyle u\colon A\to B} und {\displaystyle v\colon B\to C} aus der Kategorie {\displaystyle {\mathcal {C}}} die Verkettung der natürlichen Transformationen {\displaystyle \Delta (u)} und {\displaystyle \Delta (v)}, dies ergibt per Definition für jedes {\displaystyle \phi \colon X\to Y} in {\displaystyle {\mathcal {D}}} das folgende kommutative Diagramm:
Dieses ist nichts anderes als:
Dies entspricht der natürlichen Transformation {\displaystyle \Delta (uv)}, womit bewiesen ist, dass {\displaystyle \Delta (uv)=\Delta (u)\Delta (v)}. Für nichtleeres {\displaystyle {\mathcal {D}}} ist {\displaystyle \Delta } offensichtlich injektiv, bettet also {\displaystyle {\mathcal {C}}} in die entsprechende Funktorkategorie ein. Unter einer bestimmten Voraussetzung ist {\displaystyle \Delta } auch voll: Sei {\displaystyle \alpha \colon \Delta (A)\to \Delta (B)} natürliche Transformation, d. h., dass für jedes {\displaystyle \phi \colon X\to Y} in {\displaystyle {\mathcal {D}}} das Diagramm
kommutiert (denn {\displaystyle \Delta (A)(\phi )=A} und {\displaystyle \Delta (B)(\phi )=B}). Was nichts anderes heißt, als dass {\displaystyle \alpha (X)=\alpha (Y)}, wann immer ein Morphismus zwischen {\displaystyle X} und {\displaystyle Y} existiert. Falls die Kategorie {\displaystyle {\mathcal {D}}} als Graph aufgefasst schwach zusammenhängend ist, ist {\displaystyle \alpha } also konstant und somit im Bild von {\displaystyle \Delta }, womit {\displaystyle \Delta } voll ist. Dies ist beispielsweise für eine Pfeilkategorie {\displaystyle {\mathcal {C}}^{\mathcal {D}}} oder allgemeiner für {\displaystyle {\mathcal {D}}} mit Anfangs- oder Endobjekt erfüllt, nicht dagegen für ein Produkt {\displaystyle {\mathcal {C}}^{\mathcal {D}}} für diskretes {\displaystyle {\mathcal {D}}} mit mindestens zwei Elementen.

## Zusammenhang mit Limites
Ein Kegel bezüglich eines Funktors {\displaystyle F\colon {\mathcal {D}}\to {\mathcal {C}}} ist nichts anderes als ein Objekt in {\displaystyle {\mathcal {C}}} versehen mit einer natürlichen Transformation von {\displaystyle \Delta (A)} nach {\displaystyle F}. Ein Limes von {\displaystyle F} ist dabei ein spezieller Kegel, nämlich eine {\displaystyle \Delta }-kouniverselle Lösung für {\displaystyle F}. Dual dazu ist ein Kolimes von {\displaystyle F} ein spezieller Kokegel, nämlich eine {\displaystyle \Delta }-universelle Lösung für {\displaystyle F}. Besitzt {\displaystyle \Delta } einen rechtsadjungierten Funktor, so ist {\displaystyle {\mathcal {C}}} vollständig bezüglich Limites auf {\displaystyle {\mathcal {D}}}, die Umkehrung gilt ebenfalls. Dieser adjungierte Funktor ist gerade der Limesfunktor. Entsprechend ist der Kolimesfunktor (wenn er existiert) linksadjungiert zum Diagonalfunktor.
Der Diagonalfunktor ist stetig, d. h., er erhält alle Limites, die in {\displaystyle {\mathcal {C}}} existieren. Ebenso erhält er alle Kolimites.